# 平夏斯·祖克曼
平夏斯·祖克曼（希伯來語：‎，1948年7月16日—），以色列小提琴家，中提琴家，指挥家。

## 生平
平夏斯·祖克曼出生於特拉维夫，他的父親耶胡達（Yehuda Zukerman）與母親米莉安·李伯曼（Miriam Lieberman）皆是猶太大屠殺的倖存者。四歲時，做為音樂啟蒙，祖克曼接觸了手風琴，在父親引導下，他陸續學習單簧管與小提琴的演奏。之後，祖克曼進入山謬·魯賓音樂學校（Samuel Rubin Academy of Music，現名為「布赫曼－梅塔音樂學校」）就讀。1962年，小提琴家艾萨克·斯特恩與大提琴家帕布罗·卡萨尔斯訪以，發現了祖克曼的才華，並鼓勵他前往美國，祖克曼隨後報考了紐約的茱莉亞音樂學院，並向斯特恩求教，同時間他也向名師伊凡·加拉米安學習。1963年，祖克曼完成了紐約的初登場。
除了獨奏事業之外，祖克曼也經常參與室內樂演奏。他在2003年創辦了「祖克曼室內樂手」五重奏，並發行了多張商業錄音。
1970年開始，祖克曼開始嘗試指揮活動，首先與英國室內樂團合作，此外也擔任南方銀行音樂節（South Bank Festival）的音樂總監（1971–74年）。美國方面，他則擔任聖保羅室內樂團（St. Paul Chamber Orchestra）的總監職（1980–87年），並陸續指導達拉斯交響樂團、巴爾的摩交響樂團的夏季音樂節。1999年，祖克曼接任渥太華國家藝術中心樂團的音樂總監職，直至2015年止。2009年起，他成為倫敦皇家愛樂樂團的首席客座指揮迄今。
演奏之外，祖克曼任教於曼哈頓音樂學校，在該校開辦了「祖克曼演出人才計畫」（Zukerman Performance Program）。2006年起，他並參與了勞力士集團的「藝術導師計畫」（Rolex Artistic Mentorship programme）。

## 作品

### 商業錄音
祖克曼的錄音作品眾多，迄今已廿一次獲葛萊美獎提名，並兩次獲獎。
| 年份 | 曲目                            | 演出者                                                                 | 廠牌 | 備註 |
| ---- | ------------------------------- | ---------------------------------------------------------------------- | ---- | ---- |
| 1969 | 柴可夫斯基協奏曲 孟德爾頌協奏曲 | 安塔爾．多拉蒂（Antal Doráti），倫敦交響樂團 伦纳德·伯恩斯坦，紐約愛樂 |      |      |

### 影視作品

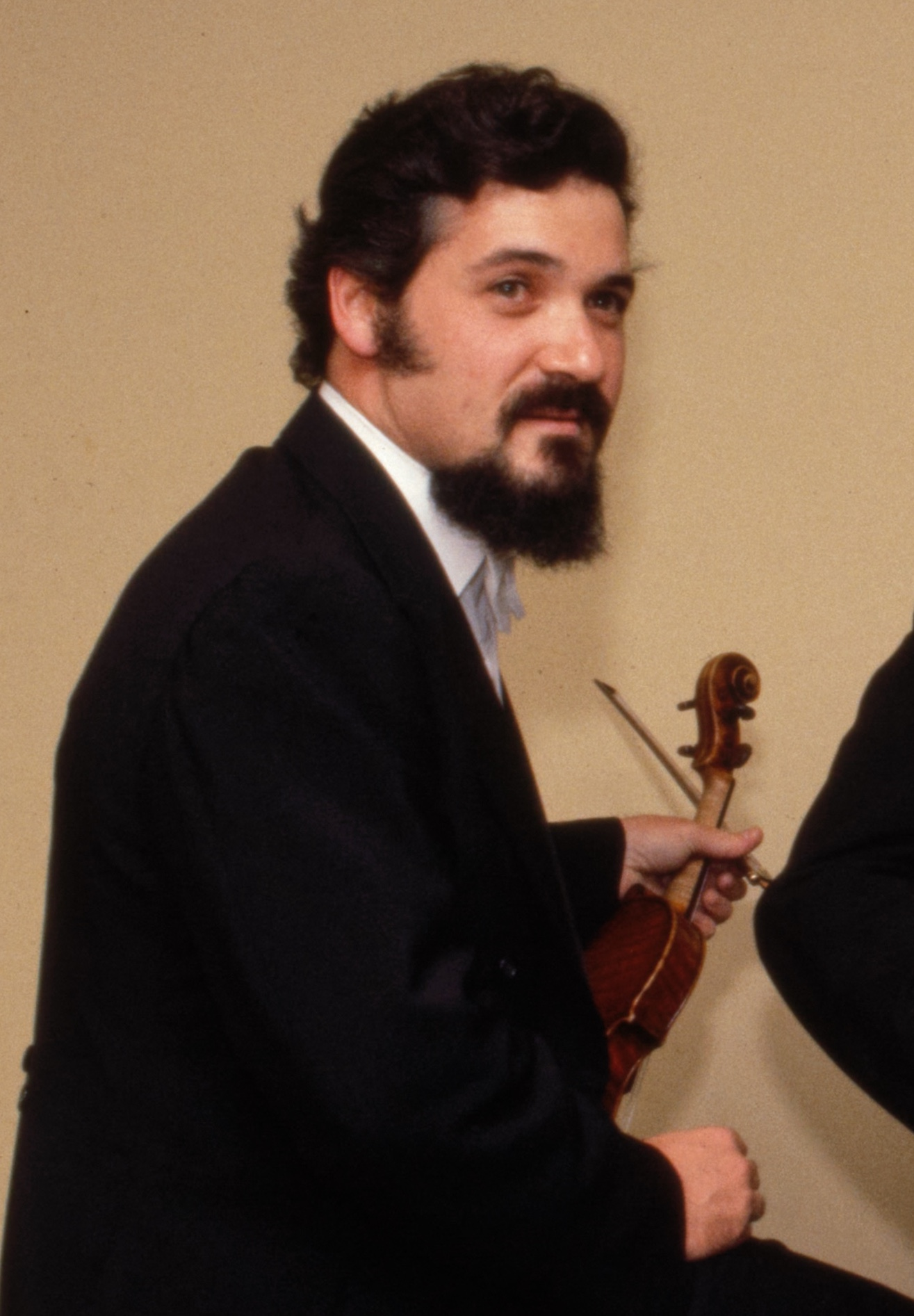
1980年的平夏斯·祖克曼

祖克曼與克里斯托弗·努本有多次合作經歷，並參與了其紀錄片作品《平夏斯·祖克曼》（Pinchas Zukerman: Here to Make Music，1974年）的製作。

## 獲獎與榮譽
- 列文崔特大賽（E. Leventritt Competition），首獎，與鄭京和共同獲獎
- 所羅門王獎
- 國家藝術獎章
- 艾萨克·斯特恩獎
- 布朗大学名譽博士

## 個人生活
祖克曼與尤吉妮亞·里奇（Eugenia Rich）結縭於1968年，兩人育有二女：歌劇歌者亞里安娜（Arianna Zukerman），以及藍調音樂、民謠音樂工作者娜塔莉亞（Natalia Zukerman）。祖克曼於1985年離婚，他與演員塔斯黛·韦尔德展開了第二段婚姻，這一段關係則持續至1998年為止。祖克曼現與第三任妻室阿曼達·佛塞定居於紐約，並經常在舞台上連袂演出。

## 軼事
祖克曼的演奏用琴是1742年製的瓜奈里名琴「杜什今」（Dushkin）。

### 參照
1. ↑  .   [2020-07-23]. （原始内容存档于2020-09-10）.
2. ↑  Slonimsky, Nicolas. .  6th. New York: Schirmer Books. 1978: 1952. ISBN 0-02-870240-9.
3. ↑  Peter Robb. . Ottawa Citizen. 2014-09-24  [2022-04-10]. （原始内容存档于2019-08-03） （英语）.
4. ↑  Jaime J. Weinman. . Maclean's. 2006-09-04  [2022-04-10]. （原始内容存档于2019-11-29） （美国英语）.
5. ↑  . Grammy.   [2022-04-10]. （原始内容存档于2022-04-10） （英语）.
6. ↑  Ericson, Raymond. . The New York Times. 1980-10-10  [2022-04-10]. ISSN 0362-4331. （原始内容存档于2022-04-10） （美国英语）.
7. ↑  . The New York Times. 1979-03-11  [2022-04-10]. ISSN 0362-4331. （原始内容存档于2022-04-10） （美国英语）.
8. ↑  Cole Haddon. . West Word. 2006-03-02  [2020-07-23]. （原始内容存档于2019-06-20）.
9. ↑  . The New York Times. 2007-11-11: 921  [2020-07-23]. （原始内容存档于2019-06-20）.

## 外部連結
- 平夏斯·祖克曼的Discogs页面（英文）
- 國家藝術中心樂團的簡介頁面 （页面存档备份，存于）
- 平夏斯·祖克曼在《紐約時報》上的節選新聞及評論

| 前任： 丹尼斯·羅素·戴維斯 | 聖保羅室內樂團 音樂總監 1980–1987   | 繼任： 克利斯朵夫·霍格伍德 |
| 前任： 特雷沃·平诺克      | 國家藝術中心樂團 音樂總監 1999–2015 | 繼任： 謝莉·亞力山大       |